# Serra de Fontfregona
La Serra de Fontfregona és una serra situada entre els municipis de la Llacuna i Santa Maria de Miralles a la comarca de l'Anoia, amb una elevació màxima de 687 metres.